# Expedice 50
Expedice 50 byla padesátou expedicí na Mezinárodní vesmírnou stanici (ISS). Expedice začala v říjnu 2016 odpojením lodi Sojuz MS-01 a skončila v dubnu 2017 odpojením lodi Sojuz MS-02. Byla šestičlenná, tři členové posádky přešli z Expedice 49, zbývající trojice na ISS přiletěla v Sojuzu MS-03 19. listopadu 2016.
Sojuz MS-02 a Sojuz MS-03 sloužily expedici jako záchranné lodě.

## Posádka
| Pozice          | 1. část (říjen – listopad 2016)        | 2. část (listopad 2016 – duben 2017)   |
| --------------- | -------------------------------------- | -------------------------------------- |
| Velitel         | Robert Kimbrough, (2) NASA             | Robert Kimbrough, (2) NASA             |
| Palubní inženýr | Sergej Ryžikov, (1), Roskosmos (CPK)   | Sergej Ryžikov, (1), Roskosmos (CPK)   |
| Palubní inženýr | Andrej Borisenko, (2), Roskosmos (CPK) | Andrej Borisenko, (2), Roskosmos (CPK) |
| Palubní inženýr |                                        | Oleg Novickij, (2), Roskosmos (CPK)    |
| Palubní inženýr |                                        | Thomas Pesquet (1), ESA                |
| Palubní inženýr |                                        | Peggy Whitsonová, (3) NASA             |

V závorkách je uveden dosavadní počet letů do vesmíru včetně této mise.
Zdroj pro tabulku: ASTROnote.
Záložní posádka:
- Mark Vande Hei, NASA
- Alexandr Misurkin, Roskosmos (CPK)
- Nikolaj Tichonov, Roskosmos (CPK)
- Fjodor Jurčichin, Roskosmos (CPK)
- Jack Fischer, NASA
- Paolo Nespoli, ESA